# ماكسيميليانوس ترانسيلفانوس
ماكسيميليانوس ترانسفليانوس (باللاتينية: Maximilianus Transylvanus) واسمه الحقيقي هو ماكسيميليان فون سفنبروجن (بالهولندية: Maximilian van Sevenbergen) هو مؤرخ هولندي ولد في سنة 1485 في قرية زفنبرجن في هولندا عندما كانت جزء من الإمبراطورية الرومانية المقدسة. عمل في بلاط الإمبراطور شارلكان. أرخ لرحلة فرناندو ماجلان وخوان سباستيان إلكانو والتي كانت أول رحلة حول الأرض ما بين سنة 1519 و1522 في مؤلفه دي مولوكوس إنسوليس. لذلك اعتقد المؤرخين اللاحقين انه كان أحد الناجين في سفينة فيكتوريا. يعتقد أن أصوله تعود إلى ترانسيلفانيا في رومانيا ولذلك لقب بماكسيمليان الترانسلفاني. توفي في سنة 1528 في بروكسل.